# Comptosia soror
Comptosia soror är en tvåvingeart som beskrevs av Yeates 1991. Comptosia soror ingår i släktet Comptosia och familjen svävflugor. Inga underarter finns listade i Catalogue of Life.